# Amit szerelemnek hívnak
Az Amit szerelemnek hívnak vagy A szerelem nevű dolog (eredeti cím: The Thing Called Love) 1993-ban bemutatott amerikai zenés filmvígjáték-dráma, melyet Peter Bogdanovich rendezett. A főbb szerepekben Samantha Mathis, River Phoenix, Dermot Mulroney és Sandra Bullock látható. Mellettük számos country zenész is feltűnik, önmagukat alakítva. 

## Cselekmény
Hosszan kígyózik a sor a nashville-i Bluebird Café előtt egy meghallgatásra. A New Yorkból érkezett Miranda Presley (Samantha Mathis), valamint James Wright (River Phoenix) is lecsúszik róla, utóbbi a lányt próbálja feltüntetni késése okaként. Miranda kénytelen várni a következő hétig. A Drake Motelben vesz ki szobát és igyekszik újabb dalok írásával eltölteni az időt. A következő meghallgatáson előad egy dalt, kevés sikerrel. Utána azonban megismerkedik James barátjával, Kyle Davidsonnal (Dermot Mulroney) és Linda Lue Lindennel (Sandra Bullock), akik szintén felléptek. A fiúk ráveszik a lányokat egy görbe estére. Kyle leesik egy lóról, a sürgősségin kiderül, hogy Linda is a Drake Motelben szállt meg. Mirandát felzaklatja egy, a beteg apjáért aggódó lány és kisiet a kórházból. James utánamegy és Miranda mesél neki saját apjáról.
Linda és Miranda egy szobába költöznek. Másnap reggel Miranda átmegy a Bluebirdbe a meghallgatásokat levezető Lucy-hoz (K.T. Oslin), hogy megtudakolja, mi nem tetszett az előadásában. Néhány jó tanáccsal és egy pincérnői állással gazdagodva távozik. Kyle és James együtt adnak elő egy számot, majd Wright moziba hívja Mirandát. A lány viszont a segítségét kéri egy dal megírásában. A kettőt összekötve egy autós mozi képsorait használják ihletként. A szerzői estének álcázott randevú egy csókkal záródik. A motelszobához érve Miranda egy alvó fiút talál az ajtó mellett. Ő Billy, Linda új barátja. Linda kapott tőle egy szórólapot a "Miss Nashville szépe" szépségversenyről.
Kyle – aki első látásra beleszeretett Mirandába – közli a lánnyal, hogy hajnali fél háromra sikerült időpontot szereznie a stúdióba, hogy felvegyék a dalát, amelyben Miranda vállalta az énekes szerepét. Miranda visszamegy a motelszobába, ahol Linda készül a szépségversenyre, miközben Billy eszméletlenül heverve barnul a kvarclámpa alatt. A stúdióban Kyle és Miranda összefutnak Jamesszel, aki azóta sem hívta vissza a lányt és most sem vesz tudomást róla. James távozása után felveszik a dalt, majd távozóban Mirandának hatalmas ötlete támad: meg kell mutatni Trisha Yearwoodnak. Mivel Kyle tudja a lakcímét, elmennek hozzá, ám ahelyett hogy becsöngetnének, feltörik a sztár kocsiját, hogy becsempésszék a kazettát. A kiérkező rendőröknek elmagyarázták a helyzetet, a művésznő közli az ügyeletessel, hogy nem kíván feljelentést tenni. Sőt megígéri, reggel beszél a menedzserével és talán felveszik a dalt az ő előadásában, ami Kyle legnagyobb örömére szolgálna.
Másnap este Lindával és Billyvel a "Telihold Táncbuli"-ba tartva megállnak egy vasúti átjáró előtt. Kyle fel akar ugrani a közeledő tehervonatra, és bár nem esik komoly baja, Mirandát nagyon felzaklatja a dolog. A buliban Jamest a színpadra szólítják, akiről barátai nem is tudták, hogy fel fog lépni. Miközben Kyle és Miranda lassút táncol, a lány le sem veszi a szemét Jamesről. Ezután James a színpadra szólítja Mirandát egy duetthez, aki otthagyva Kyle-t fel is megy. A szám végeztével Miranda Kyle keresésére indul, James pedig Miranda után. Amikor összetalálkoznak, a lány számon kéri rajta, miért nem hívta fel. Miután James megígéri, hogy nem fogja többé palira venni, megbeszélik, hogy lelépnek, de előtte Miranda megkeresi Kyle-t és közli vele, hogy James fogja hazavinni. Kyle szerint a lány hibát követ el.
Miranda másnap James javaslatára beteget jelent, majd Gracelandbe mennek, egy kis Elvis-túrára. Mire odaérnek, az Elvis-múzeum már bezárt, 14 órát kell elütniük valahogy. James az ajándékautomatából vett gyűrűvel a bolt közepén, mindenki szeme láttára megkéri a lány kezét, aki sok unszolás után igent mond. Később a furgon platóján ücsörögve végre James is kezd megnyílni és mesél Mirandának az apjáról. 
Visszaérve Nashville-be, Miranda elmeséli a bárban, hogy férjhez ment. Mindenki gratulál, Lucy nincs elrgadtatva. Este megérkezik Kyle, Linda és Billy. Linda elmeséli, hogy negyedik lett a szépségversenyen, ám a döntőben rájött, nem ez az életcélja és ájulást színlelt. Kyle alkoholgőzös állapotban találja Jamest a pultnál, pillanatok alatt össze is vesznek és kimennek verekedni a parkolóba. A többieknek kell szétválasztani őket.
Másnap reggel Kyle meghallja az autórádióban saját szerzeményét Trisha Yearwood előadásában. Ez elvonja a figyelmét a vezetésről és hátulról belehajt egy másik kocsiba. A következő napokban Miranda és James nem igazán a szokványos ifjú házasok mindennapjait élik, hamarosan az első veszekedésüket is megejtik. Miranda az egyik meghallgatáson ismét megpróbálkozik egy új dallal, ám Lucy ezúttal sem választja be a fellépők közé.
James közli Mirandával: szerződést kapott, Austinba megy két hónapra, nélküle. A lány erre kiborul és válni akar. Visszaköltözik Lindához a motelbe, este találkozik Kyle-lal, és elmondja neki, hogy ő és James szakítottak és visszautazik New Yorkba. Megkeresi Lucy-t és fel is mond. Ezt követően felváltva láthatjuk Miranda és James vívódását. Miranda a buszon, útban New York felé, James pedig Austinban, majd visszaúton Nashville-be.
Miranda rájön, nem adhatja fel az álmait, ír egy dalt a buszon, majd visszafordul. James visszaérve a bárban találkozik Kyle-lal. Békét kötnek, Miranda is betoppan. Kér egy rendkívüli fellépési lehetőséget Lucytól, aki most az egyszer hajlandó eltérni a szabályoktól. A most tényleg a lelke legmélyéről jövő dal sikert arat, végre Miranda is bejut a szombat esti fellépők közé. Ezt egy komoly beszélgetés követi James és Miranda között. James beismeri a hibáit és bocsánatot kér. Miután kibékülnek és Linda közli, Hollywood helyett New Yorkba megy színművészetet tanulni, Billy-vel elbúcsúznak egymástól. James, Miranda és Kyle együtt kelnek útra a furgonnal, a közös zenei jövőjüket tervezgetve.

## Szereplők
| Szerep           | Színész             | Magyar hang           | Magyar hang        |
| Szerep           | Színész             | 1. szinkron (1993–94) | 2. szinkron (2014) |
| ---------------- | ------------------- | --------------------- | ------------------ |
| James Wright     | River Phoenix       | Stohl András          | Papp Dániel        |
| Miranda Presley  | Samantha Mathis     | Balázs Ágnes          | Czető Zsanett      |
| Kyle Davidson    | Dermot Mulroney     | Reisenbüchler Sándor  | Dányi Krisztián    |
| Linda Lue Linden | Sandra Bullock      | Kerekes Viktória      | Für Anikó          |
| Lucy             | K.T. Oslin          | Szabó Éva             | Nádasi Veronika    |
| Billy            | Anthony Clark       |                       | Bor László         |
| Ned              | Webb Wilder         |                       | Kis Horváth Zoltán |
| Floyd            | Earl Poole Ball     |                       | Tokaji Csaba       |
| önmaga           | Deborah Allen       |                       |                    |
| önmaga           | Jimmie Dale Gilmore |                       |                    |
| önmaga           | Katy Moffatt        |                       |                    |
| önmaga           | Trisha Yearwood     |                       | Andrádi Zsanett    |
| önmaga           | Pam Tillis          |                       |                    |
| önmaga           | Kevin Welch         |                       |                    |